# Gas Huffer
Gas Huffer fue una banda influyente de rock/garage rock formada en 1989 y disuelta en enero del 2006 en Seattle, Washington.
El nombre del grupo significa sobre el abuso de sustancias referente a los inhalantes.
Es caracterizada por sus letras que llevan temas sobre la comicidad, el sarcasmo, los animales, la vida, las cosas extrañas y autodestructivas y los alimentos. 
El grupo a pesar de tener sonoridad grunge en algunos de sus álbumes, el grupo nunca perteneció al movimiento del grunge siendo oriundos de Washington, su sonido es más enfocado al garage rock, psychobilly, y indie rock.
Formó parte del movimiento del garage rock independiente junto con Girl Trouble, The U-Men, entre otros.
El guitarrista Tom Price es uno de los integrantes que tiene Enfermedad de Parkinson. esto nunca afecto al grupo, pero siempre obtuvieron apoyo del integrante los demás miembros del grupo, también fue miembro de The U-Men.

## Integrantes

### Exintegrantes
- Tom Price - guitarra
- Don Blackstone - bajo
- Matt Wright - vocal, guitarra
- Joe Newton - batería

## Discografía

### Álbumes de estudio
- 1991: "Janitors of Tomorrow"
- 1992: "Integrity, Technology & Service"
- 1994: "One Inch Masters"
- 1996: "The Inhuman Ordeal of Special Agent Gas Huffer"
- 1998: "Just Beautiful Music"
- 2002: "The Rest of Us"
- 2005: "Lemonade for Vampires"

### EP
- 1992: "Beer Drinkin' Cavemen from Mars "
- 1993: "The Shrill Beeps of Shrimp"

### Recopilaciones
- 1990: "Teriyaki Asthma, Vol. V"
- 1991: "Another Damned Seattle Compilation" (tributo a The Damned)
- 1993: "Dope-Guns-'n-Fucking in the Streets: Volumes 4–7"
- 1995: "Punk-O-Rama"
- 1996: "Hype!"
- 1996: "Twisted Willie" (tributo a Willie Nelson)
- 1996: "Bite Back: Live at the Crocodile Cafe"
- 1998: "Punk-O-Rama III"
- 1998: "All Punk Rods!"
- 1998: "Street Sk8er" (videojuego)
- 1999: "Punk-O-Rama Vol. 4: Straight Outta The Pit"
- 2000: "Runnin' On Fumes"

### Splits
- 1991: "King of Hubcaps" (con The Fastbacks)
- 1992: "Knife Manual" (con Mudhoney)
- 1992: "Bad Guy Reaction" (con Supercharger)
- 1994: "Teach Me to Kill" (con Red Aunts)

### Sencillos
- "Firebug"
- "Ethyl"
- "Mole"
- "Washtucna Hoe-Down"
- "Beer Drinking Cavemen from Mars"
- "Rotten Egg"
- "Ooh Ooh Ooh!"
- "Hot Cakes"
- "Crooked Bird"
- "More of Everything"
- "Sixty Three Hours"